# Utflykt i det röda

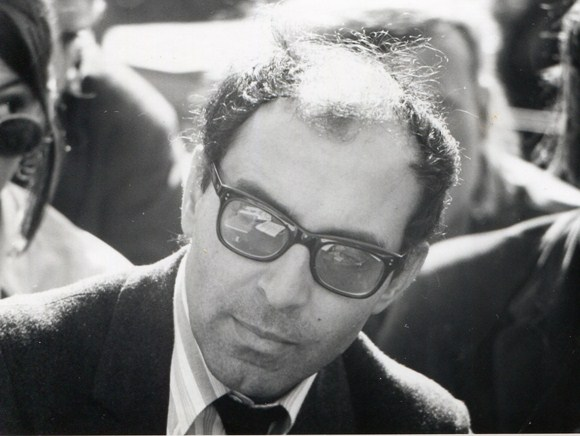
Jean-Luc Godard, filmens regissör.

Utflykt i det röda (Week-end) är en fransk film från 1967 i regi av Jean-Luc Godard, med Mireille Darc och Jean Yanne i huvudrollerna. Filmen nominerades till Guldbjörnen vid Filmfestivalen i Berlin 1968.

## Handling
Roland (Jean Yanne) och Corinne (Mireille Darc) är ett gift parisiskt par som i hemlighet har planerat att döda varandra. De beger sig mot Corinnes föräldrars hus för att säkra arvet efter hennes far. Efter att ha bråkat med grannarna fastnar de i en till synes ändlös trafikstockning och efter att passerat denna kraschar de sin bil.
Resan fortsätter till fots genom landsbygden där paret stöter på historiska personligheter, karaktärer från litteraturen och filosoferande sopåkare. De kommer fram till föräldrarnas hus, där de får reda på att fadern dött och att Corinnes mor vägrar ge dem någon del av arvet.
Paret mördar Corinnes mor och beger sig därefter ut på vägarna igen. De blir då blir tillfångatagna av en grupp revolutionära hippies som försörjer sig genom stöld och kannibalism.

## Medverkande
| Mireille Darc      | – Corinne   |
| Jean Yanne         | – Roland    |
| Jean-Pierre Léaud  | – St. Just  |
| Jean-Pierre Kalfon | – Kalfon    |
| Paul Gégauff       | – pianisten |
| Valérie Lagrange   | – Valerie   |